# Реквием (Ульсон)

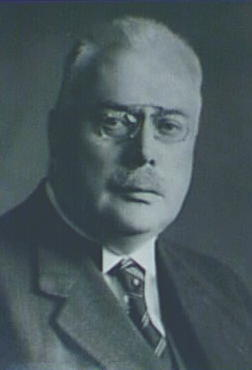
Отто Ульсон

Реквием (лат. Requiem) соль минор Op. 13 — произведение для солистов (сопрано, контральто, тенор и бас), хора и оркестра шведского композитора Отто Ульсона.
Ульсон начал работу над Реквиемом в конце 1901 года и завершил в 1903 году. Сочинение написано на канонический латинский текст и состоит из 10 частей:
1. Requiem
2. Kyrie
3. Dies irae
4. Rex tremendae
5. Recordare
6. Confutatis
7. Domine Jesu
8. Hostias
9. Sanctus
10. Agnus Dei

Общая продолжительность звучания 65-67 минут.
В музыке Реквиема, как и вообще в композициях Ульсона, отмечается влияние французской позднеромантической школы в лице Сезара Франка, Шарля Мари Видора и Луи Вьерна; критика сопоставляет Реквием также с Реквиемом Верди и «Немецким реквиемом» Брамса, отмечая, что Ульсон, в целом, выдерживает более лёгкое и светлое настроение, чем у Брамса, и не уклоняется в сторону несколько оперного блеска, свойственного Верди.
По неясным причинам Реквием Ульсона так и не был исполнен при жизни композитора и впервые прозвучал лишь спустя 73 года после его создания и 12 лет после смерти Ульсона, в 1976 г., в ходе торжеств по случаю 75-летия шведского Общества церковной музыки.